# Sebastiania cruenta
Sebastiania cruenta là một loài thực vật có hoa trong họ Đại kích. Loài này được (Standl. & Steyerm.) Miranda miêu tả khoa học đầu tiên năm 1953.